# Copa de Finlandia 2020
La Copa de Finlandia 2020 (en finés: Miesten Suomen Cup 2020) es la 65 edición de esa competición oficial, organizada por la Federación de Fútbol de Finlandia. El campeón obtendrá la clasificación a la Primera ronda clasificatoria de la Liga de Conferencia Europa de la UEFA 2021-22.
La competición consta de una Primera Fase de grupos, donde los 12 equipos de la Veikkausliiga y los 12 de la Ykkönen se dividieron en 2 zonas de 6 equipos cada una; mientras que 17 de la Kakkonen fueron repartidos en 5 grupos, dos de 4 integrantes y tres de 3. Los mejores 4 de las zonas de la Primera División, los mejores 2 de las de Segunda y los mejores 2 de la Tercera (tras un repechaje) clasificaron a los octavos de final, desde donde el torneo consta de fases de eliminación directa a un partido. 
El torneo fue suspendido tras la fase de grupos por las medidas gubernamentales para evitar la propagación de la COVID-19. El 16 de junio retomó su normalidad con los octavos de final.

## Formato

### Primera fase
Los 12 equipos de la Veikkausliiga y los 12 de la Ykkönen se dividieron en 2 zonas de 6 integrantes cada una. Se enfrentaron entre sí a una ronda. Los mejores 4 de las zonas de la Primera División y los mejores 2 de las de Segunda clasificaron a los octavos de final.

### Kakkosen Cup
17 equipos provenientes de la Kakkonen fueron repartidos en 5 grupos, dos de 4 integrantes y tres de 3. Los dos primeros de los grupos de 4 y los primeros y el mejor segundo de los grupos de 3 clasificaron a los cuartos de final, integrada como repechaje a la Copa de Finlandia. Se enfrentaron a un partido de eliminación directa para determinar cuatro clasificados. Los 4 semifinalistas se enfrentaron a un partido de eliminación directa para determinar dos clasificados a los octavos de final de la Copa de Finlandia.

### Fase final
Para los octavos de final se sumaron los 2 finalistas de la Kakkosen Cup (JIPPO y KaaPo) y los 2 finalistas de la Copa de las Regiones 2019 (TiPS y PeKa). Se enfrentaron a un partido para determinar los 8 clasificados a cuartos de final.
Los 8 equipos provenientes de octavos de final disputaron entre sí los cuartos de final a un partido, a fin de determinar 4 clasificados a las semifinales. Los 4 semifinalistas se enfrentarán a un partido para determinar los finalistas.
Los finalistas se enfrentarán en Helsinki a partido único para definir el campeón.

## Equipos participantes
Nota: En negrita, los equipos que siguen en competencia

### Veikkausliiga
| Haka          | HIFK        | HJK  | Honka |
| Ilves         | Inter Turku | KuPS | Lahti |
| IFK Mariehamn | RoPS        | SJK  | TPS   |

### Ykkönen
| AC Kajaani | AC Oulu | EIF          | FF Jaro |
| Gnistan    | KPV     | KTP          | MP      |
| MuSa       | MYPA    | SJK Akatemia | VPS     |

### Kakkonen
| FC Jazz  | FC Viikingit | HJS Akatemia | Honka Akatemia |
| Ilves II | JäPS         | JIPPO        | JS Hercules    |
| KaaPo    | Klubi-04     | NJS          | OLS            |
| PEPO     | PIF          | RoPS II      | Tampere United |
| TPV      |              |              |                |

### Kolmonen
| TiPS | PeKa |

### Distribución geográfica de los equipos
Listado de participantes según la región a la que pertenecen:
| Región                 | Equipos |
| ---------------------- | ------- |
| Uusimaa                | 11      |
| Pirkanmaa              | 5       |
| Finlandia del Sudoeste | 4       |
| Kymenlaakso            | 3       |
| Ostrobotnia del Norte  | 3       |
| Laponia                | 2       |
| Ostrobotnia del Sur    | 2       |
| Ostrobotnia            | 2       |
| Satakunta              | 2       |
| Carelia del Norte      | 1       |
| Carelia del Sur        | 1       |
| Islas Åland            | 1       |
| Kainuu                 | 1       |
| Ostrobotnia Central    | 1       |
| Päijänne Tavastia      | 1       |
| Savonia del Norte      | 1       |
| Savonia del Sur        | 1       |
| Tavastia Propia        | 1       |
| Total                  | 43      |

## Fase de grupos

### Veikkausliiga – Grupo A
| Pos. | Equipo        | Pts. | PJ | PG | PE | PP | GF | GC | Dif. |
| ---- | ------------- | ---- | -- | -- | -- | -- | -- | -- | ---- |
| 01.º | HJK           | 13   | 5  | 4  | 1  | 0  | 10 | 3  | 7    |
| 02.º | Inter Turku   | 10   | 5  | 3  | 1  | 1  | 6  | 2  | 4    |
| 03.º | Honka         | 6    | 5  | 1  | 3  | 1  | 4  | 4  | 0    |
| 04.º | TPS           | 5    | 5  | 1  | 2  | 2  | 2  | 5  | −3   |
| 05.º | HIFK          | 3    | 5  | 0  | 3  | 2  | 5  | 7  | −2   |
| 06.º | IFK Mariehamn | 2    | 5  | 0  | 2  | 3  | 5  | 11 | −6   |

|  | Clasificaron a octavos de final. |

### Veikkausliiga – Grupo B
| Pos. | Equipo | Pts. | PJ | PG | PE | PP | GF | GC | Dif. |
| ---- | ------ | ---- | -- | -- | -- | -- | -- | -- | ---- |
| 01.º | Ilves  | 11   | 5  | 3  | 2  | 0  | 10 | 4  | 6    |
| 02.º | KuPS   | 11   | 5  | 3  | 2  | 0  | 8  | 2  | 6    |
| 03.º | Haka   | 11   | 5  | 3  | 2  | 0  | 7  | 3  | 4    |
| 04.º | Lahti  | 6    | 5  | 2  | 0  | 3  | 6  | 7  | −1   |
| 05.º | SJK    | 1    | 5  | 0  | 1  | 4  | 4  | 11 | −7   |
| 06.º | RoPS   | 1    | 5  | 0  | 1  | 4  | 3  | 11 | −8   |

|  | Clasificaron a octavos de final. |

### Ykkönen – Grupo A
| Pos. | Equipo  | Pts. | PJ | PG | PE | PP | GF | GC | Dif. |
| ---- | ------- | ---- | -- | -- | -- | -- | -- | -- | ---- |
| 01.º | KTP     | 13   | 5  | 4  | 1  | 0  | 9  | 3  | 6    |
| 02.º | MP      | 9    | 5  | 3  | 0  | 2  | 11 | 8  | 3    |
| 03.º | EIF     | 7    | 5  | 2  | 1  | 2  | 7  | 8  | −1   |
| 04.º | Gnistan | 5    | 5  | 1  | 2  | 2  | 8  | 8  | 0    |
| 05.º | MuSa    | 5    | 5  | 1  | 2  | 2  | 6  | 9  | −3   |
| 06.º | MYPA    | 3    | 5  | 1  | 0  | 4  | 7  | 12 | −5   |

|  | Clasificaron a octavos de final. |

### Ykkönen – Grupo B
| Pos. | Equipo       | Pts. | PJ | PG | PE | PP | GF | GC | Dif. |
| ---- | ------------ | ---- | -- | -- | -- | -- | -- | -- | ---- |
| 01.º | AC Oulu      | 11   | 5  | 3  | 2  | 0  | 13 | 6  | 7    |
| 02.º | KPV          | 8    | 5  | 2  | 2  | 1  | 10 | 3  | 7    |
| 03.º | VPS          | 7    | 5  | 2  | 1  | 2  | 7  | 7  | 0    |
| 04.º | AC Kajaani   | 7    | 5  | 2  | 1  | 2  | 5  | 7  | −2   |
| 05.º | FF Jaro      | 4    | 5  | 1  | 1  | 3  | 7  | 9  | −2   |
| 06.º | SJK Akatemia | 4    | 5  | 1  | 1  | 3  | 3  | 13 | −10  |

|  | Clasificaron a octavos de final. |

### Kakkonen – Grupo A
| Pos. | Equipo      | Pts. | PJ | PG | PE | PP | GF | GC | Dif. |
| ---- | ----------- | ---- | -- | -- | -- | -- | -- | -- | ---- |
| 01.º | RoPS II     | 6    | 2  | 2  | 0  | 0  | 6  | 3  | 3    |
| 02.º | JS Hercules | 3    | 2  | 1  | 0  | 1  | 3  | 3  | 0    |
| 03.º | OLS         | 0    | 2  | 0  | 0  | 2  | 3  | 6  | −3   |

|  | Clasificó a cuartos de final del Repechaje. |

### Kakkonen – Grupo B
| Pos. | Equipo         | Pts. | PJ | PG | PE | PP | GF | GC | Dif. |
| ---- | -------------- | ---- | -- | -- | -- | -- | -- | -- | ---- |
| 01.º | HJS Akatemia   | 9    | 3  | 3  | 0  | 0  | 9  | 5  | 4    |
| 02.º | TPV            | 6    | 3  | 2  | 0  | 1  | 8  | 4  | 4    |
| 03.º | Ilves II       | 3    | 3  | 1  | 0  | 2  | 7  | 6  | 1    |
| 04.º | Tampere United | 0    | 3  | 0  | 0  | 3  | 3  | 12 | −9   |

|  | Clasificaron a cuartos de final del Repechaje. |

### Kakkonen – Grupo C
| Pos. | Equipo  | Pts. | PJ | PG | PE | PP | GF | GC | Dif. |
| ---- | ------- | ---- | -- | -- | -- | -- | -- | -- | ---- |
| 01.º | FC Jazz | 4    | 2  | 1  | 1  | 0  | 4  | 2  | 2    |
| 02.º | KaaPo   | 3    | 2  | 1  | 0  | 1  | 4  | 4  | 0    |
| 03.º | PIF     | 1    | 2  | 0  | 1  | 1  | 2  | 4  | −2   |

|  | Clasificó a cuartos de final del Repechaje. |

### Kakkonen – Grupo D
| Pos. | Equipo | Pts. | PJ | PG | PE | PP | GF | GC | Dif. |
| ---- | ------ | ---- | -- | -- | -- | -- | -- | -- | ---- |
| 01.º | JIPPO  | 6    | 2  | 2  | 0  | 0  | 8  | 2  | 6    |
| 02.º | JäPS   | 1    | 2  | 0  | 1  | 1  | 4  | 7  | −3   |
| 03.º | PEPO   | 1    | 2  | 0  | 1  | 1  | 2  | 5  | −3   |

|  | Clasificó a cuartos de final del Repechaje. |

### Kakkonen – Grupo E
| Pos. | Equipo         | Pts. | PJ | PG | PE | PP | GF | GC | Dif. |
| ---- | -------------- | ---- | -- | -- | -- | -- | -- | -- | ---- |
| 01.º | Honka Akatemia | 7    | 3  | 2  | 1  | 0  | 15 | 1  | 14   |
| 02.º | NJS            | 6    | 3  | 2  | 0  | 1  | 2  | 4  | −2   |
| 03.º | Klubi-04       | 4    | 3  | 1  | 1  | 1  | 5  | 2  | 3    |
| 04.º | FC Viikingit   | 0    | 3  | 0  | 0  | 3  | 0  | 15 | −15  |

|  | Clasificaron a cuartos de final del Repechaje. |

### Tabla de segundos de los grupos con 3 equipos
| Pos. | Equipo      | Pts. | PJ | PG | PE | PP | GF | GC | Dif. |
| ---- | ----------- | ---- | -- | -- | -- | -- | -- | -- | ---- |
| 01.º | KaaPo       | 3    | 2  | 1  | 0  | 1  | 4  | 4  | 0    |
| 02.º | JS Hercules | 3    | 2  | 1  | 0  | 1  | 3  | 3  | 0    |
| 03.º | JäPS        | 1    | 2  | 0  | 1  | 1  | 4  | 7  | −3   |

|  | Clasificó a cuartos de final del Repechaje. |

## Repechaje

### Cuartos de final
| Fecha         | Estadio                  | Equipo 1     | Resultado | Equipo 2       |
| ------------- | ------------------------ | ------------ | --------- | -------------- |
| 15 de febrero | Porin Urheilukeskus      | FC Jazz      | 0 - 1     | TPV            |
| 16 de febrero | Säästöpankki Areena      | HJS Akatemia | 4 - 0     | RoPS II        |
| 22 de febrero | Rantakylän Liikuntahalli | JIPPO        | 1 - 0     | NJS            |
| 23 de febrero | Kaarinan KHT             | KaaPo        | 2 - 1     | Honka Akatemia |

### Semifinales
| Fecha      | Estadio       | Equipo 1 | Resultado | Equipo 2     |
| ---------- | ------------- | -------- | --------- | ------------ |
| 1 de marzo | Kaarinan KHT  | KaaPo    | 2 - 0     | HJS Akatemia |
| 8 de marzo | Pirkkahalli C | TPV      | 1 - 3     | JIPPO        |

## Fase final

### Cuadro de desarrollo
|  | Octavos de final | Octavos de final |                 |       | Cuartos de final | Cuartos de final |  |  | Semifinales | Semifinales |  |  | Final | Final |
|  |                  |                  |                 |       |                  |                  |  |  |             |             |  |  |       |       |
|  | 16 de junio      |                  |                 |       |                  |                  |  |  |             |             |  |  |       |       |
|  |                  |                  |                 |       |                  |                  |  |  |             |             |  |  |       |       |
|  | KTP              | 0                |                 |       |                  |                  |  |  |             |             |  |  |       |       |
|  | KTP              | 0                | 23 de junio     |       |                  |                  |  |  |             |             |  |  |       |       |
|  | Ilves            | 4                |                 |       |                  |                  |  |  |             |             |  |  |       |       |
|  | Ilves            | 4                | Ilves           | 0     |                  |                  |  |  |             |             |  |  |       |       |
|  | 16 de junio      |                  | Ilves           | 0     |                  |                  |  |  |             |             |  |  |       |       |
|  |                  | Haka             | 1               |       |                  |                  |  |  |             |             |  |  |       |       |
|  | MP               | Haka             | 1               | 1     |                  |                  |  |  |             |             |  |  |       |       |
|  | MP               |                  | 27 de junio     | 1     |                  |                  |  |  |             |             |  |  |       |       |
|  | Haka             | 3                |                 |       |                  |                  |  |  |             |             |  |  |       |       |
|  | Haka             | 3                | Haka            | 2     |                  |                  |  |  |             |             |  |  |       |       |
|  | 16 de junio      |                  | Haka            | 2     |                  |                  |  |  |             |             |  |  |       |       |
|  |                  | HJK              | 3               |       |                  |                  |  |  |             |             |  |  |       |       |
|  | TiPS             | HJK              | 3               | 0     |                  |                  |  |  |             |             |  |  |       |       |
|  | TiPS             | 23 de junio      |                 | 0     |                  |                  |  |  |             |             |  |  |       |       |
|  | TPS              | 6                |                 |       |                  |                  |  |  |             |             |  |  |       |       |
|  | TPS              | 6                | TPS             | 0     |                  |                  |  |  |             |             |  |  |       |       |
|  | 16 de junio      |                  | TPS             | 0     |                  |                  |  |  |             |             |  |  |       |       |
|  |                  | HJK              | 1               |       |                  |                  |  |  |             |             |  |  |       |       |
|  | KPV              | HJK              | 1               | 0     |                  |                  |  |  |             |             |  |  |       |       |
|  | KPV              |                  |                 | 0     |                  |                  |  |  |             |             |  |  |       |       |
|  | HJK              | 2                |                 |       |                  |                  |  |  |             |             |  |  |       |       |
|  | HJK              | 2                | HJK             | 1     |                  |                  |  |  |             |             |  |  |       |       |
|  | 17 de junio      |                  | HJK             | 1     |                  |                  |  |  |             |             |  |  |       |       |
|  |                  | Inter Turku      | 0               |       |                  |                  |  |  |             |             |  |  |       |       |
|  | JIPPO            | Inter Turku      | 0               | 0     |                  |                  |  |  |             |             |  |  |       |       |
|  | JIPPO            | 24 de junio      |                 | 0     |                  |                  |  |  |             |             |  |  |       |       |
|  | Inter Turku      | 1                |                 |       |                  |                  |  |  |             |             |  |  |       |       |
|  | Inter Turku      | 1                | Inter Turku (p) | 4 (4) |                  |                  |  |  |             |             |  |  |       |       |
|  | 17 de junio      |                  | Inter Turku (p) | 4 (4) |                  |                  |  |  |             |             |  |  |       |       |
|  |                  | KuPS             | 4 (2)           |       |                  |                  |  |  |             |             |  |  |       |       |
|  | KaaPo            | KuPS             | 4 (2)           | 0     |                  |                  |  |  |             |             |  |  |       |       |
|  | KaaPo            |                  | 28 de junio     | 0     |                  |                  |  |  |             |             |  |  |       |       |
|  | KuPS             | 2                |                 |       |                  |                  |  |  |             |             |  |  |       |       |
|  | KuPS             | 2                | Inter Turku     | 5     |                  |                  |  |  |             |             |  |  |       |       |
|  | 17 de junio      |                  | Inter Turku     | 5     |                  |                  |  |  |             |             |  |  |       |       |
|  |                  | Lahti            | 0               |       |                  |                  |  |  |             |             |  |  |       |       |
|  | AC Oulu          | Lahti            | 0               | 0     |                  |                  |  |  |             |             |  |  |       |       |
|  | AC Oulu          | 24 de junio      |                 | 0     |                  |                  |  |  |             |             |  |  |       |       |
|  | Honka            | 1                |                 |       |                  |                  |  |  |             |             |  |  |       |       |
|  | Honka            | 1                | Honka           | 0     |                  |                  |  |  |             |             |  |  |       |       |
|  | 17 de junio      |                  | Honka           | 0     |                  |                  |  |  |             |             |  |  |       |       |
|  |                  | Lahti            | 1               |       |                  |                  |  |  |             |             |  |  |       |       |
|  | PeKa             | Lahti            | 1               | 0     |                  |                  |  |  |             |             |  |  |       |       |
|  | PeKa             |                  |                 | 0     |                  |                  |  |  |             |             |  |  |       |       |
|  | Lahti            | 8                |                 |       |                  |                  |  |  |             |             |  |  |       |       |
|  | Lahti            | 8                |                 |       |                  |                  |  |  |             |             |  |  |       |       |

### Octavos de final
| Fecha       | Estadio                       | Equipo 1 | Resultado | Equipo 2    |
| ----------- | ----------------------------- | -------- | --------- | ----------- |
| 16 de junio | Arto Tolsa Areena             | KTP      | 0 - 4     | Ilves       |
| 16 de junio | Mikkelin Urheilupuisto        | MP       | 1 - 3     | Haka        |
| 16 de junio | Tikkurila urheilupuisto nurmi | TiPS     | 0 - 6     | TPS         |
| 16 de junio | Ykspihlajan kenttä            | KPV      | 0 - 2     | HJK         |
| 17 de junio | Mehtimäki tekonurmi           | JIPPO    | 0 - 1     | Inter Turku |
| 17 de junio | Kaarinan Keskuskenttä         | KaaPo    | 0 - 2     | KuPS        |
| 17 de junio | Raattin Stadion               | AC Oulu  | 0 - 1     | Honka       |
| 17 de junio | Arto Tolsa Areena             | PeKa     | 0 - 8     | Lahti       |

### Cuartos de final
| Fecha       | Estadio                | Equipo 1    | Resultado     | Equipo 2 |
| ----------- | ---------------------- | ----------- | ------------- | -------- |
| 23 de junio | Tammelan Stadion       | Ilves       | 0 - 1         | Haka     |
| 23 de junio | Veritas Stadion        | TPS         | 0 - 1         | HJK      |
| 24 de junio | Veritas Stadion        | Inter Turku | (4) 4 - 4 (2) | KuPS     |
| 24 de junio | Tapiolan Urheilupuisto | Honka       | 0 - 1         | Lahti    |

### Semifinal
| Fecha       | Estadio         | Equipo 1    | Resultado | Equipo 2 |
| ----------- | --------------- | ----------- | --------- | -------- |
| 27 de junio | Tehtaan Kenttä  | Haka        | 2 - 3     | HJK      |
| 28 de junio | Veritas Stadion | Inter Turku | 5 - 0     | Lahti    |

### Final
| Fecha | Estadio | Equipo 1 | Resultado | Equipo 2    |
| ----- | ------- | -------- | --------- | ----------- |
|       |         | HJK      |           | Inter Turku |

## Goleadores
| Jugador            | Equipo         | Goles |
| ------------------ | -------------- | ----- |
| Niklas Jokelainen  | AC Oulu        | 5     |
| Aleksi Tarvonen    | KPV            | 4     |
| Aniekpeno Udo      | KuPS           | 4     |
| Emile Paul Tendeng | Ilves          | 4     |
| Irfan Sadik        | MP             | 4     |
| Martin Salin       | Honka Akatemia | 4     |
| Tim Väyrynen       | HJK            | 4     |
| Vahid Hambo        | Lahti          | 4     |